# Sasni
Sasni est une ville et un nagar panchayat du district d'Hathras dans l’État indien de l’Uttar Pradesh. En 2001, sa population était de 12 943 habitants.

## Source de la traduction
- (en) Cet article est partiellement ou en totalité issu de l’article de Wikipédia en anglais intitulé « Sasni » (voir la liste des auteurs).